# Conceição de Macabu
Conceição de Macabu – miasto i gmina w Brazylii, w stanie Rio de Janeiro. Znajduje się w mezoregionie Norte Fluminense i mikroregionie Macaé.